# Церковь Пресвятой Троицы (Ружаны)
Костёл Святой Троицы (бел. Касцёл Найсвяцейшай Тройцы) — католический храм в городском посёлке Ружаны, Брестская область, Белоруссия. Относится к Пружанскому деканату Пинского диоцеза. Памятник архитектуры, построен в 1615—1617 годах, несколько раз перестраивался. Включён в Государственный список историко-культурных ценностей Республики Беларусь (код 112Г000644).

## История
В 1596 году великий литовский канцлер Лев Сапега выделил средства на постройку в своём родовом имении Ружаны Троицкого костёла. Храм был первоначально деревянный, в 1615—1617 году на его месте был построен каменный храм в стиле раннего барокко.
В 1768 году к средней части храма с севера была пристроена часовня Святого Креста, а в 1787 году симметрично ей с южной стороны — часовня святой Барбары. В 1780-е храм был перестроен по проекту приглашённого из Саксонии архитектора Яна Самуэля Беккера, в 1850 году в здании был проведена реконструкция. Перестройки придали архитектурному убранству церкви черты классицизма. В советский период храм продолжал оставаться действующим, в нём служили священники ордена доминиканцев.
С весны 2021 года в костёле присутствует одна из национальных святынь Белоруссии — икона святой Варвары, выполненная в технике перегородчатой эмали Николаем Кузьмичом. Прежде чем попасть на место своего постоянного местонахождения, икона прошла долгий путь через всю страну.

## Архитектура

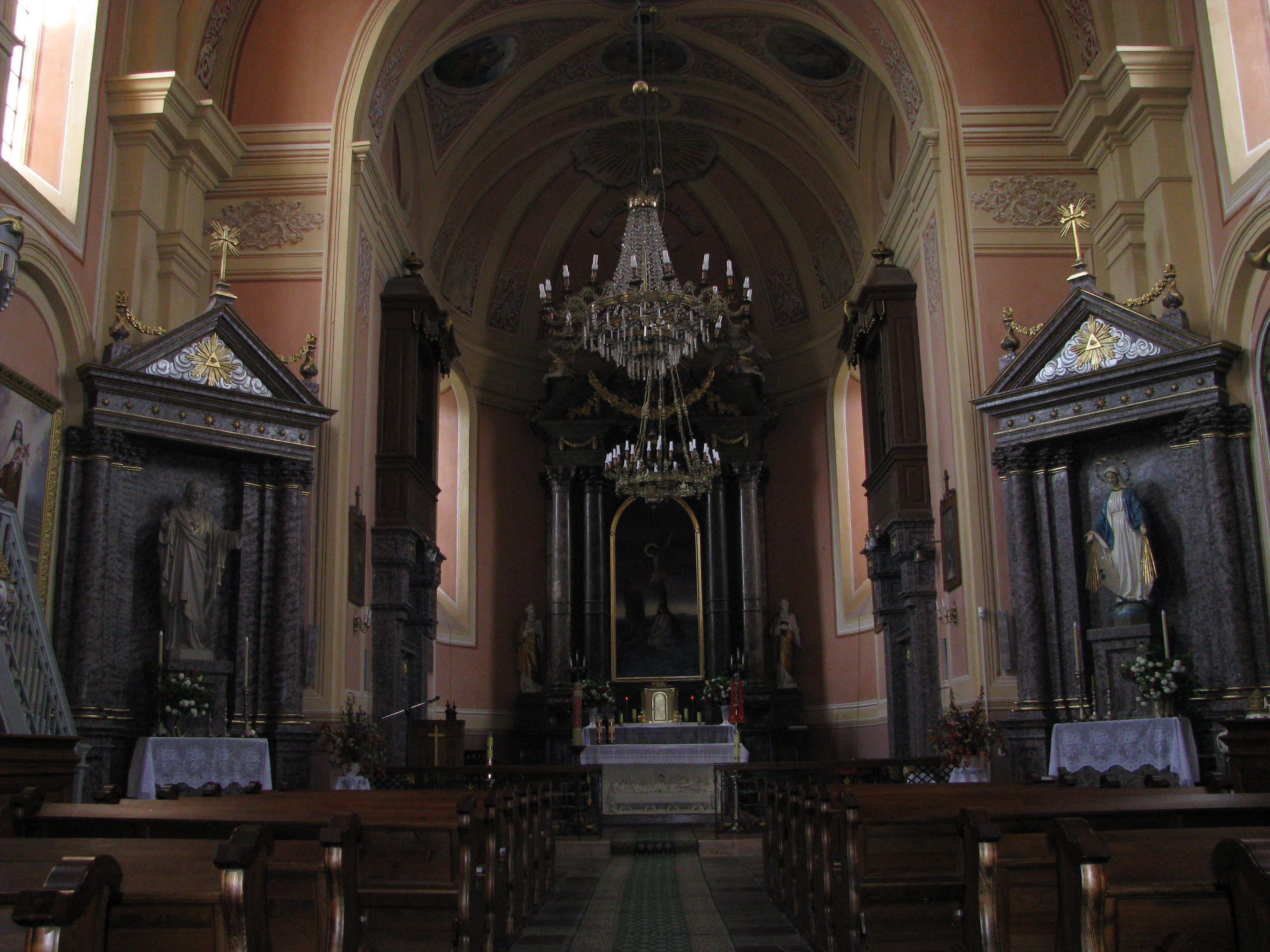
Интерьер

Троицкий храм — однонефный, к нефу по бокам в средней части примыкают симметричные невысокие часовни, а к алтарной части — такие же по высоте ризницы.
В архитектуре храма доминирует высокая четырёхъярусная башня, возглавляющая композицию памятника. Входной портал находится в нижнем ярусе башни, выполненном в виде четверика, прочие три яруса башни — восьмигранные, уменьшаются в размерах с высотой. Завершается башня высоким шатром. Главный фасад костёла оформлен пилястрами, а боковые — контрфорсами.
Интерьер богато украшен, в убранстве использованы пластичные архитектурные формы барокко, скульптура, живопись. Над входом на деревянных крестообразных столбах расположены хоры со старинным органом. Четырёхколонный главный алтарь украшен скульптурами, лепным орнаментом и гербом Сапег. По сторонам колонн расположены деревянные скульптуры апостолов Петра и Павла.
Храм окружён каменной оградой с воротами (брамой).